# NGC 638
NGC 638 (również PGC 6145 lub UGC 1170) – galaktyka spiralna z poprzeczką znajdująca się w gwiazdozbiorze Ryb. Odkrył ją Lewis A. Swift 22 października 1886 roku.